# Kalajärvi (sjö i Nyslott, Södra Savolax)
Kalajärvi är en sjö i kommunen Nyslott i landskapet Södra Savolax i Finland. Sjön ligger 95,4 meter över havet. Arean är 76 hektar och strandlinjen är 5,89 kilometer lång. Sjön  ingår i Vuoksens huvudavrinningsområde.   Den ligger omkring 120 kilometer öster om S:t Michel och omkring 300 kilometer nordöst om Helsingfors. 